# Kaagvere
Kaagvere är en ort i Estland. Den ligger i Mäksa kommun och landskapet Tartumaa, i den sydöstra delen av landet, 170 km sydost om huvudstaden Tallinn. Kaagvere ligger 39 meter över havet och antalet invånare är 285.
Terrängen runt Kaagvere är platt. Runt Kaagvere är det glesbefolkat, med 11 invånare per kvadratkilometer. Närmaste större samhälle är Dorpat, 10,0 km väster om Kaagvere. Omgivningarna runt Kaagvere är en mosaik av jordbruksmark och naturlig växtlighet.